# Paracalanus gracilis
Paracalanus gracilis is een eenoogkreeftjessoort uit de familie van de Paracalanidae. De wetenschappelijke naam van de soort is voor het eerst geldig gepubliceerd in 1965 door Chen & Zhang.